# Mpombwe
Mpombwe è una circoscrizione rurale (rural ward) della Tanzania situata nel distretto di Sikonge, regione di Tabora. Conta una popolazione di 6 115 abitanti (censimento 2012).